# AQUOS sense5G
AQUOS sense5G（アクオスセンス ファイブジー）は、シャープによって開発され、NTTドコモ、ソフトバンク、KDDIおよびシャープ（SIMフリーモデル）から発売されたスマートフォン。
型番は、SH-53A（NTTドコモ）、A004SH（ソフトバンク）、SHG03（KDDI）、SH-M17（SIMフリーモデル）。

## 概要
AQUOS senseシリーズとして、初めて5G通信に対応したモデル。大容量のバッテリーを搭載し、最大で1週間持続するバッテリーが特徴。
AQUOS sense4とは、SoCと初期搭載OSを除いて違いはない。また、モデルナンバーは異なるが、両機種は同じタイミングで発表されているため、実質的な先代機種はAQUOS sense3となる。
アップデート後のAndroidバージョンが異なり、AQUOS sense5GはAndroid 13に対し、AQUOS sense4はAndroid 12でアップデート終了となっている。

## 不具合問題
発売当初より、基盤不良によって故障した報告が多く、不具合が発生した場合は、再起動を繰り返したり、Wi-Fiへの接続が不可能になるなどの症状が発生する。
場合によっては2週間程度で電源が入らなくなった報告なども上がっており、故障のつど修理代が発生するなどのありさまであった。
シャープによれば、初期の生産分の一部端末で発生した症状であり、のちに対策されたものの、アップデートでは対処ができないものであるという。
なお、AQUOS sense4と比較すると、部品が5割ほど増加しているなどの理由で、放熱設計においては難題があったといい、”発熱によって発生している不具合なのでは”などの声も上がっている。